# (388) Charybde
Pour les articles homonymes, voir Charybde (homonymie).
(388) Charybde est un astéroïde de la ceinture principale découvert par Auguste Charlois le 7 mars 1894 à Nice.
Il est nommé en référence à Charybde, monstre marin de la mythologie grecque.